# Федеральное бюро медико-социальной экспертизы
Федеральное бюро медико-социальной экспертизы (ФБ МСЭ) создано в декабре 2000 года объединением Центрального НИИ протезирования и протезостроения с Институтом экспертизы и реабилитации инвалидов.
Главный врач — Дымочка, Михаил Анатольевич

## Основные функции Федерального бюро медико-социальной экспертизы
- Контроль работы учреждений МСЭ Российской Федерации, в том числе контроль работы Главных бюро: проведение по собственной инициативе повторных освидетельствований граждан, прошедших освидетельствование в Главном бюро, и при наличии оснований изменение либо отмена решений Главного бюро;
- Освидетельствование граждан по направлению экспертных составов главных бюро в случаях, требующих применения особо сложных специальных видов обследования или консультативного заключения Федерального бюро;
- Осуществление комплексной экспертно-реабилитационной диагностики с применением новейших технологий и результатов научных разработок в целях определения наличия ограничений жизнедеятельности, степени утраты профессиональной трудоспособности, реабилитационного потенциала и потребности в мерах социальной защиты;
- Внесение в Федеральное медико-биологическое агентство предложений по формированию государственного заказа на проведение научно-исследовательских и опытно-конструкторских работ по медико-социальной экспертизе;
- Проведение по поручению Федерального медико-биологического агентства научных исследований, в частности, изучение факторов, приводящих к инвалидности. Внесение в Федеральное медико-биологическое агентство предложений о внедрении в практику результатов научных разработок, новых технологий экспертно-реабилитационной диагностики, передового опыта главных бюро, а также реализации программ по различным направлениям медико-социальной экспертизы;
- Участие в разработке и реализации программ по проблемам инвалидности и инвалидов;
- Организация профессиональной подготовки, переподготовки и повышения квалификации специалистов в области медико-социальной экспертизы;
- Методологическая и организационно-методическая помощь главным бюро;
- Обеспечение единообразного применения законодательства Российской Федерации в области социальной защиты инвалидов в установленной сфере деятельности;
- Статистическое наблюдение и статистическая оценка состояния инвалидности, наблюдение за демографическим составом инвалидов в Российской Федерации.

## Центральный НИИ протезирования и протезостроения
Центральный НИИ протезирования и протезостроения (ЦНИИПП) Ордена Трудового Красного Знамени. Исследования и разработки новых методов лечения. Директор — Устьянцев Василий Иванович.
В 1979 году создан филиал в городе Новокузнецке, который сейчас называется Новокузнецкий научно-практический центр медико-социальной экспертизы и реабилитации инвалидов
ЦНИИПП в декабре 2000 года объединился с Институтом экспертизы и реабилитации инвалидов. После слияния Минздрава и Минтруда в Министерство здравоохранения и социального развития Российской Федерации под руководством Зурабова ФГУП «ФЦЭРИ» преобразовалось в ФГУ — Федеральное бюро медико-социальной экспертизы (ФБ МСЭ), входит в состав ФГУ как структурное подразделение.

## Институт экспертизы и реабилитации инвалидов
Создан в 1931, как Центральный институт экспертизы трудоспособности и трудоустройства инвалидов в Москве. Имелся филиал в Ростове на Дону. Аналогичные институты имелись Харькове, Иванове, Горьком и Свердловске.

## Часовня
На территории расположена часовня великомученика Пантелеймона.

## Адрес
РФ, 127486, г. Москва, ул. И. Сусанина, 3